# Document Nacional d'Identitat espanyol
El document nacional d'identitat espanyol (DNI) és el document públic que acredita al seu titular identificant-lo, ja que és l'únic justificant complet de la identificació de la persona. Va ser establert pel decret de 2 de març de 1944 (publicat al BOE el 21 de març de 1944, p. 2.346-2.347) i és regulat actualment pel reial decret 1.553/2005, de 23 de desembre (publicat el 24 de desembre de 2005, p. 42.090-42.093).
Es caracteritza per ser personal i intransferible, la seua conservació i custòdia és responsabilitat del titular, no té dret a ser privat d'ell en cap moment, conté les dades personals, fotogràfiques i dactilars del titular a més de les dades del domicili, la data d'expedició del document i el nombre immutable i permanent que garanteix que siga intransferible.

## Tràmits
La primera sol·licitud requereix un formulari emplenat i signat pel declarant. Per al cas de sol·licitud feta per menors d'edat, la signarà un progenitor o el tutor legal, que haurà de presentar també el seu DNI. A més, cal un certificat d'extracte de la partida de naixement del Registre Civil i una fotografia d'una mida determinada, en color i amb un fons llis blanc.
La renovació requereix un formulari signat, dues fotografies i el DNI caducat.
Per modificar les dades cal: un certificat d'empadronament, si ha canviat de domicili, o un certificat del Registre Civil, si han variat les dades de filiació. Per canviar el nom per un de traduït a una llengua de l'Estat, l'interessat cal que justifique el canvi, acompanyant una certificació del registre on conste la substitució o mitjançant el llibre de família, presentant junt a aquest una fotocòpia de la pàgina en la qual el Registre Civil haja estampat la diligència de substitució del nom (regulat per la Llei 17/1977, de 4 de gener, i l'Ordre Ministerial de 18 d'abril de 1985).
En cas de pèrdua, deteriorament o sostracció, s'exigeix un formulari signat, tres fotografies i, per al cas de sostracció, un justificant de la denúncia o, per al cas de pèrdua, personar-se a l'oficina expedidora per comprovar les dades.